# فری کلاس آی
فری کلاس آی (به انگلیسی: I-class ferry) یک کلاس از کشتی است.